# Julieta Jankunas
Julieta Jankunas, född den 20 januari 1999 i Córdoba, är en argentinsk landhockeyspelare.

## Karriär
Vid olympiska sommarspelen 2020 i Tokyo var Jankunas en del av Argentinas lag som tog silver i landhockey. Hon ingick även i det lag som tog brons i landhockey vid OS 2024.